# Paulo Jacomo Pinto
Paulo Jacomo Pinto was een Portugees vertegenwoordiger van vervolgde Joden in Livorno die zorgde voor hun overtocht naar Tobago, Cayenne en Suriname.

## Biografie
Eind jaren 1650 zochten vervolgde Sefardische Joden hun toevlucht in de haven Livorno in Italië. Paulo Jacomo Pinto wilde ze overbrengen naar het Caribisch gebied. Pinto zorgde in 1658 en 1659 dat verschillende groepen van bij elkaar honderden Joden de overtocht konden maken. Onder hen bevond zich de dichter Daniël Levi de Barrios; diens vrouw overleed op Tobago. Een andere groep zou naar Essequebo en de Pomeroon gaan, maar belandde op Tobago. Het merendeel kwam via Cayenne, Essequebo en Tobago uiteindelijk in Suriname terecht.
Zijn vriend David Cohen Nassi was van Brazilië naar Amsterdam vertrokken en had ondertussen in 1659 toestemming verkregen om een kolonie te stichten in Cayenne (huidig Frans-Guyana), dat toen onder Nederlands bestuur stond. Bij de stichting van de Joodse kolonie, het jaar erop, werden ze geholpen door Joao d'Ylan uit Curaçao.
In 1661 maakte Pinto zich om onbekende redenen zorgen over het lot van de Joden in Tobago en zorgde voor hun overtocht naar Cayenne. Alleen al in 1660 vestigden zich 152 joden in Cayenne. Door de verovering van Cayenne in 1664 voelden Joden zich aldaar bedreigd.
David Cohen Nassi en Paulo Jacomo Pinto stelden de oprichting voor van een autonoom Joods dorp nabij de plaats Thorarica aan de Surinamerivier. Het lag op Brits grondgebied en werd sinds de jaren 1620 bewoond door Nederlandse Joden. Het plan werd aanvaard door de Britse autoriteiten die daarvoor vijf hectare land aanboden. Dit leidde tot de stichting van de – eeuwen later verlaten – Jodensavanne, nabij het huidige dorp Cassipora. 